# Ross Wales
Ross Elliott Wales (* 17. Oktober 1947 in Youngstown, Ohio) ist ein ehemaliger Schwimmer aus den Vereinigten Staaten, der eine olympische Bronzemedaille gewann. Nach seiner Karriere war er Präsident des US-Schwimmverbandes und Vizepräsident des Weltschwimmverbands Fédération Internationale de Natation.

## Karriere
Wales begann beim YMCA in Youngstown mit dem Schwimmsport. Während seines Studiums an der Princeton University trainiert er unter Bob Clotworthy und gewann er zwei Meistertitel der AAU und einen der NCAA über 100 Yards Schmetterling.
Bei den Panamerikanischen Spielen 1967 in Winnipeg gewann Mark Spitz den Titel über 100 Meter Schmetterling. 0,84 Sekunden hinter Spitz erschwamm Ross Wales die Silbermedaille mit anderthalb Sekunden Vorsprung vor dem Argentinier Luis Nicolao. 1968 bei den Olympischen Spielen in Mexiko-Stadt gingen alle drei Medaillen über 100 Meter Schmetterling an Schwimmer aus den Vereinigten Staaten. Es siegte Douglas Russell vor Mark Spitz und Ross Wales.
Wales beendete seine Karriere als aktiver Schwimmer 1969. Nach seinem Abschluss in Princeton studierte Wales an der Law School der University of Virginia. Daneben war Wales noch bis 1974 als Athletenvertreter im Schwimmverband und als Mitglied der Regelkommission des US-Schwimmverbandes aktiv. Danach war der studierte Jurist Vizepräsident und ab 1979 Präsident des US-Schwimmverbandes. 1980 wurde der Schwimmverband United States Swimming gegründet und löste sich damit aus der Amateur Athletic Union. Bis 1984 stand Wales US Swimming vor, danach war er bis 1989 Vorsitzender von United States Aquatic Sports, dem Dachverband für Schwimmen, Wasserspringen und Wasserball. 1992 wurde Wales Vizepräsident der Fédération Internationale de Natation (FINA), nachdem er zuvor vier Jahre ehrenamtlicher Sekretär der FINA war. Als Jurist war er in der FINA insbesondere an der Ausformulierung der Anti-Dopingregeln in den 1990er Jahren beteiligt.
2004 wurde Ross Wales für seine Verdienste als Funktionär in die International Swimming Hall of Fame (ISHOF) aufgenommen.